# 阿登运河
阿登运河（法語：Canal des Ardennes，法語發音：[kanal dez‿aʁdɛn]）是法国的一条运河，建于埃纳河谷和默兹河谷之间。